# Bolbochromus sulcicollis
Bolbochromus sulcicollis is een keversoort uit de familie cognackevers (Bolboceratidae). De wetenschappelijke naam van de soort werd in 1819 gepubliceerd door Christian Wiedemann.